# 4. maj-bevægelsen
4. maj-bevægelsen (五四运动 Wǔ-sì Yùndòng) var en af de mere markante antimperialistiske bevægelser i Kina omkring 1. verdenskrig. Den kom til udfoldelse den 4. maj 1919 og markerede begyndelsen på fremvæksten af en kinesisk nationalfølelse med sammenhold mellem patriotiske kinesere i alle samfundslag. Bevægelsen havde sin rod i utilfredshed med Versailles-traktaten og effekten af den "Nye Kulturelle Bevægelse".
Den 4. maj 1919 samledes mere end 3.000 studenter fra 13 højskoler og universiteter i Beijing på Tiananmen-pladsen for at demonstrere. Efterhånden, som nyhederne spredte sig, fik de tilslutning i andre byer med demonstrationer fulgt op af strejker og boykot af japanske varer. Disse aktiviteter blev sat i gang for at protestere mod japansk aggression. Samtidig var bevægelsen vendt mod regeringen, der havde svigtet kinesernes sag og dermed vist sig uduelig i befolkningens øjne.

## Baggrund
Xinhai-revolutionen i 1911 havde ført til Qing-dynastiets fald. Dette blev afslutningen på mange århundreders stærke, kejserlige styre, og i teorien skulle dette have indvarslet en ny æra, hvor folkeviljen skulle bestemme landets politik. Men i stedet blev Kina et splittet land domineret af krigsherrer, og disse var mere optagne af at sikre deres egen politiske magt og deres private hære end af nationens bedste. Beiyang-regeringen var optaget af indre problemer og gjorde kun lidt for at stå imod den indflydelse, som blev udøvet af imperialistiske fremmede kræfter. Beiyang-regeringen kom med en række indrømmelser over for udlændinge for at vinde deres økonomiske støtte og militære hjælp mod dens rivaler i Kina. Dette, sammen med de stadige krige krigsherrerne imellem, førte til store lidelser for folket.
På samme tid fremmede udviklingen af Ny kultur-rørelsen til, at gamle kinesiske værdier blev udfordrede og sat under pres. De fremmede magters fremstød og interessesfærer bidrog samtidig i fællesskab til at opflamme kinesisk nationalisme.

## Følgerne af kinesernes misfornøjelse
Kina var gået ind i 1. verdenskrig i et forsøg på at stå imod Japans aggression. Kina forlangte at få tilbagegivet de tidligere tysk-kontrollerede områder i Shandong og blive kvit med hvad, der ansås for uretfærdige traktater så som de 21 krav. Men som et resultat af Versailles-traktaten blev det tyske herredømme mod syd og øst i Shandong (Jiaozhou) i stedet formelt overgivet til Japan. Afgørelsen ved fredskonferencen i Paris i 1919 førte til en stor vrede blandt dele af den kinesiske elite med en forøgelse af stærke nationalistiske og anti-japanske følelser til følge. Dette udløste til sidst 4. maj-bevægelsen i 1919.
Faktisk ønskede de vestlige magter ikke at give herredømmet i Kina fra sig. Endvidere, mod slutningen af krigen havde de indgået en række hemmelige aftaler med Japan, hvor de havde lovet at støtte Japans krav på Shandong i bytte mod Japans fortsatte støtte til de Allieredes sag. Således gik de vestlige magter imod Kinas krav under fredskonferencen i Paris, og Shandong-privilegierne blev givet til Japan. Oveni var anti-japanske holdninger øget i Kina efter, at landet var blevet tvunget til at acceptere de såkaldte 21 krav i 1915. Skuffelsen i 1919 kunne kun bidrage til at forøge den nationale følelse vendt mod Japan.
Som et resultat blev anti-japanske demonstrationer og boykot-aktioner igangsatte den 4. maj 1919 og markerede begyndelsen på 4. maj-bevægelsen.
Selve demonstrationerne den 4. maj udsprang ikke af nogen spontan følelse hos folkemasserne, men var nøje planlagte af aktivister, blandt andet tilknyttet Peking-universitetet. Forbilledet var andre tidligere folkelige bevægelsen, måske især i Korea. Selv om 4. maj-bevægelsen blev organiseret i det kinesiske folks navn, var det ikke en rørelse, som havde særlig masseappel. Rørelsens ledere påtog sig snarere at være lærere og vejledere for folket for, at dets tankemåder skulle udvikle sig i nationalistisk retning.

## Virkningen af Ny kultur-bevægelsen
Nye kultur-bevægelsen, som var startet i den tidlige republikanske tid, bidrog til, at mange kinesiske intellektuelle begyndte at arbejde for fremtiden. Bevægelsen sigtede mod at introducere vestlige principper i Kina så som demokrati, lighed og frihed, og dertil en ny skrivemåde så vel som den nyeste videnskab og teknologi i datiden. Den fik efterhånden gennemført, at skrevet kinesisk blev baseret på samtidens talesprog (baihua) og ikke som tidligere på klassisk kinesisk (wenyan).
De mest kendte ledere af bevægelsen var Chen Duxiu, Cai Yuanpei og Hu Shi. Deres tanker påvirkede mange kinesiske studenter, som samlede sig for at protestere mod Japans aggression. Det var i denne intellektuelle atmosfære, at misfornøjelsen med afgørelsen i Paris førte til protestaktionerne den 4. maj 1919.
Effekten af henholdsvis den kinesiske vrede og den nye kulturelle bevægelsen kan siges at have været lige betydningsfulde for 4. maj-bevægelsen. På grund af Kinas utilfredshed voksede nationalismen og anti-Japan-stemningen blandt kineserene. De ønskede at bekæmpe udenlandsk styre og aggression og at styrke sig selv. Den Nye Kulturelle Bevægelsen førte de kinesiske intellektuelle mod et nyt syn på fremtiden. Denne rørelse sørgede for den intellektuelle baggrund, som gjorde det muligt for vreden over Paris-aftalen at udvikle sig til en national modstand mod fremmed styre og overherredømme i landet.
Efter offentligt pres måtte myndighederne frigive de arresterede studenter. Cao Rulin, Zhang Zongxiang og Lu Zongyu blev fjernet fra deres poster. 28. juni 1919 nægtede de kinesiske repræsentanter at underskrive fredsaftalen, fordi den ikke imødekom Kinas krav. Det gav i virkeligheden kineserne en intellektuel baggrund for de af dem, som elskede deres land. Det øgede deres nationalistiske følelser for at genvinde deres land.
4. maj-bevægelsen signalerede begyndelsen på en ny kinesisk nationalisme. Det var første gang, at mennesker fra forskellige samfundslag og -klasser gik sammen om at udtrykke deres modstand mod fremmed aggression og ude fra komne påtvungne krav. I de følgende tiår fortsatte denne rørelse med at kæmpe for at fjerne alle uretmæssige aftaler presset ned over det kinesiske folk fra udlandet.
4. maj-bevægelsen bevirkede også en intellektuel revolution i Kina. Nogen intellektuelle lod deres interesse i vestlig tankegang udvikle sig som hjælp for at stå i mod fremmed imperialisme. Andre, som var vrede over fredsaftalen fra Paris, begyndte at vende blikket mod marxistisk tankegang som en alternativ inspirationskilde til at løse Kinas problemer. Det var således i denne periode, at kommunismen blev studeret seriøst af nogen kinesiske intellektuelle, herunder Chen Duxiu og Li Dazhao.